# Wójcin (powiat mogileński)

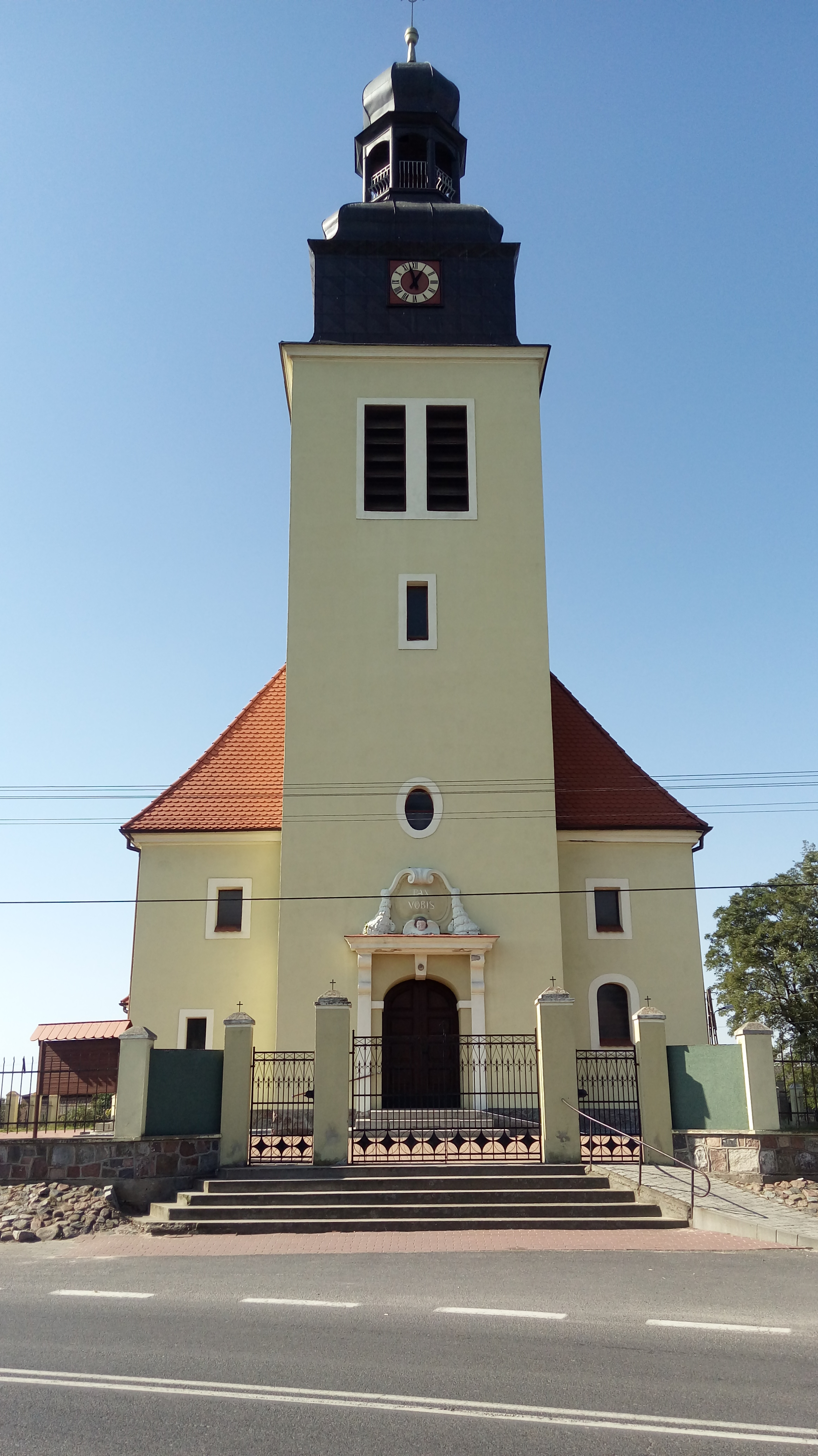
Kościół w Wójcinie

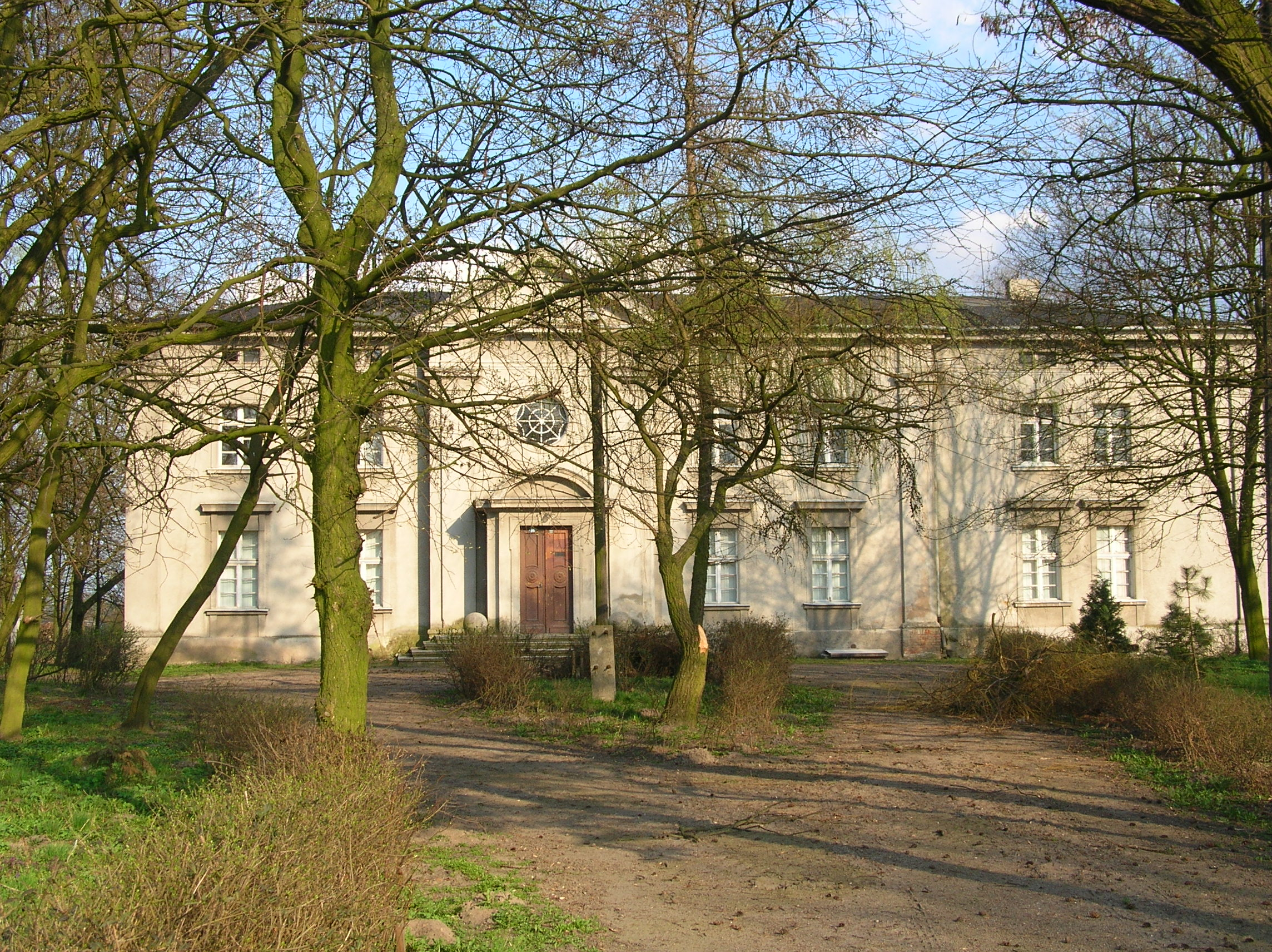
Pałac w Wójcinie

Wójcin – wieś w Polsce położona w województwie kujawsko-pomorskim, w powiecie mogileńskim, w gminie Jeziora Wielkie.

## Podział administracyjny
Wieś duchowna Wójcino, własność opata benedyktynów w Mogilnie pod koniec XVI wieku leżała w powiecie gnieźnieńskim województwa kaliskiego. W latach 1975–1998 miejscowość należała administracyjnie do województwa bydgoskiego.

## Demografia
Według Narodowego Spisu Powszechnego (III 2011 r.) liczyła 719 mieszkańców. Jest największą miejscowością gminy Jeziora Wielkie.

## Historia
Wieś powstała na początku XI wieku, założona przez opatów mogileńskich. Wójcin został dwukrotnie zrównany z ziemią. Pierwszy raz w przez Krzyżaków w 1331 roku. Ponownie wieś została zniszczona w 1703 roku przez Szwedów podczas trzeciej wojny północnej. 

## Zabytki
- kościół odbudowany w 1916 roku
- pałac z początków XX wieku, należący przed II wojną światową do majątku Skrzydlewskich.

## Edukacja
We wsi znajduje się Szkoła Podstawowa im. Powstańców Wielkopolskich w Wójcinie.

## Sport
W Wójcinie działa klub piłkarski LZS Tarant Wójcin. Obecnie piłkarze z Wójcina grają w bydgoskiej A-Klasie (Gr. 2, 7 poziom rozgrywkowy w Polsce).